# You Ji-yeoun
You Ji-yeoun, auch Jeanne You, (* 23. August 1978 in Yeosu, Südkorea) ist eine koreanische Pianistin.

## Leben
You Ji-yeoun begann im Alter von fünf Jahren Klavier zu spielen. Ihren ersten öffentlichen Auftritt mit dem Krönungskonzert von Mozart hatte sie im Alter von zehn Jahren. Nach ihrer musikalischen Grundausbildung an der Yewon School in Seoul begann sie ein Studium zunächst bei László Simon an der Universität der Künste Berlin und dann bei Klaus Bäßler und Georg Sava an der Hochschule für Musik „Hanns Eisler“ Berlin. Im Jahre 2005 legte sie ihr Konzertexamen mit Auszeichnung ab. Sie nahm an zahlreichen Meisterkursen teil, u. a. bei Daniel Barenboim, Dietrich Fischer-Dieskau, Klaus Hellwig, Hans Leygraf, Menahem Pressler, Wolfram Rieger und Elisso Wirsaladse. Seit September 2006 unterrichtet You Ji-yeoun als Lehrbeauftragte für Klavier an der Hochschule für Musik „Carl Maria von Weber“ Dresden. Seit September 2009 ist sie zudem in der gleichen Stellung an der Universität der Künste Berlin tätig.

## Preise
You Ji-yeoun ist Preisträgerin zahlreicher internationaler Wettbewerbe, so dem Internationalen Chopin-Wettbewerb Göttingen (1995), dem Konzerteum Wettbewerb in Athen (1997), der Gian Battista Viotti International Music Competition in Vercelli (2000), und dem Johannes Brahms Wettbewerb in Pörtschach (2001), dem 2. Berliner Klavierwettbewerb (2004) und dem International Young Musicians Platform Bromsgrove (2004). You Ji-yeoun erhielt ein Stipendium für Nachwuchskünstler vom Robert-Schumann-Haus und vom Berliner Senat durch das Nachwuchsförderungsgesetz (NaFöG).

## Konzerte
Neben Recitaltourneen in Deutschland, Italien, England und Korea trat sie als Solistin mit verschiedenen Orchestern, so z. B. den Berliner Symphonikern unter Sung Shi-yeon  und den Brandenburger Symphonikern unter Michael Helmrath auf.
Sie wirkte bei Rundfunkmitschnitten des Rundfunk Berlin-Brandenburg mit und wurde im Jahr 2004 zum Bolzano Festival in Bozen und im Jahr 2006 zum Musica Nova Festival in Glasgow eingeladen. Zudem tritt sie mit dem Flötisten Ulrich Roloff sowie der Pianistin Li-Chun Su in Duos auf.